# Stazione di Spondigna
La stazione di Spondigna (in tedesco Bahnhof Spondinig), nominalmente stazione di Spondigna-Prato (Bahnhof Spondinig-Prad) è una stazione ferroviaria posta lungo la ferrovia della Val Venosta. Serve la frazione Spondigna del comune di Sluderno e il comune limitrofo di Prato allo Stelvio, in provincia di Bolzano
La gestione degli impianti è affidata a Strutture Trasporto Alto Adige.

## Storia

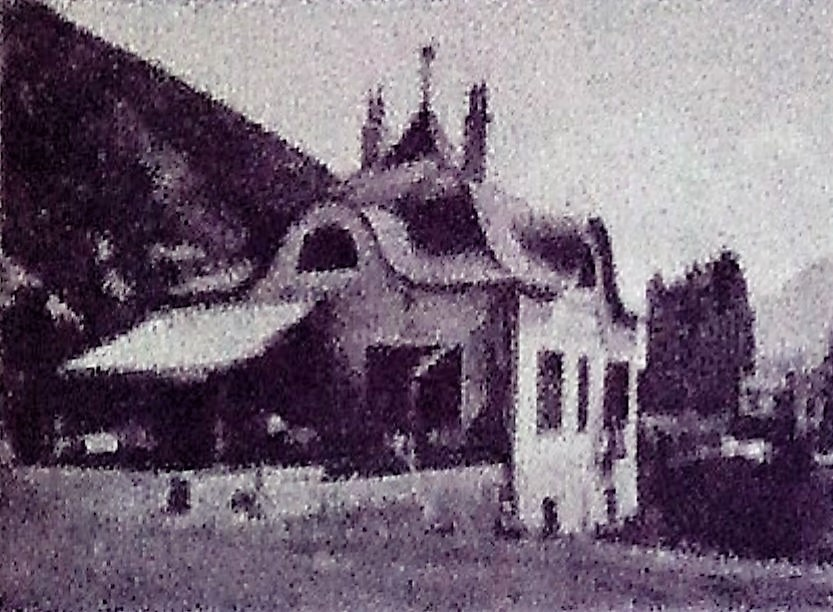
Padiglione hotel posta Cervo

La stazione venne aperta il 1º giugno 1906 per poi esser chiusa a seguito della dismissione della Ferrovia della Val Venosta, decisa dalle Ferrovie dello Stato nel 1990.
Verso il Terzo millennio la provincia autonoma di Bolzano rilevò la linea ed i fabbricati pertinenti, affidandone la ristrutturazione ai comuni di appartenenza. Anche la stazione di Spondigna venne in tal modo ristrutturata e riaperta al traffico passeggeri nel 2005.

## Struttura e impianti

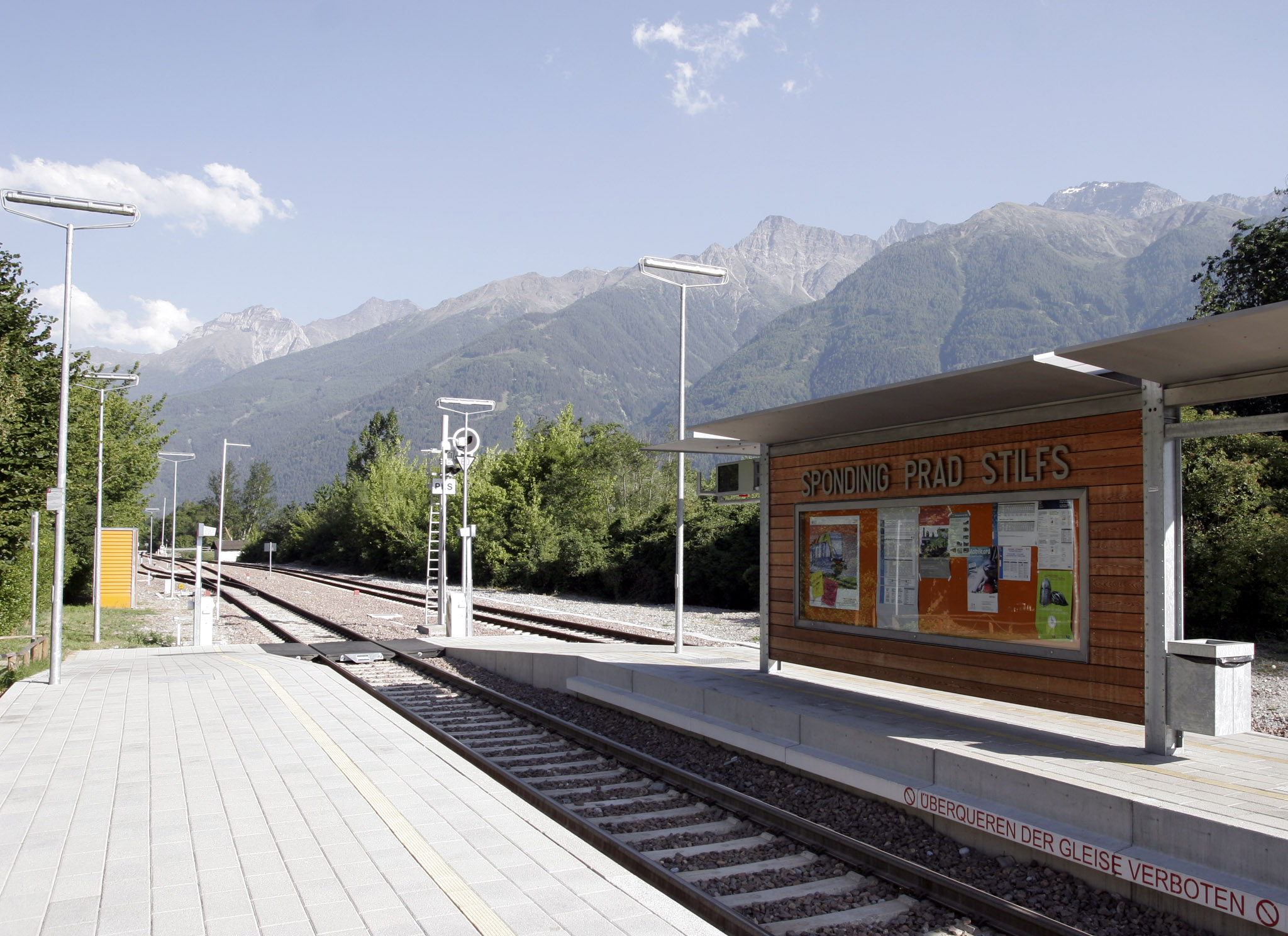
Banchina binario 2

La stazione dispone di un fabbricato viaggiatori, costruito nello stile caratterizzante tutte le stazioni della linea Merano-Malles. È inoltre presente un altro fabbricato viaggiatori, inutilizzato.
I due binari della stazione sono serviti da banchine alte 55 cm, livellate al pianale dei treni: ciò facilita i disabili e le persone a ridotta mobilità in fase di incarrozzamento e di discesa.
La banchina del primo binario è parzialmente coperta dal pergolato del fabbricato viaggiatori, mentre quella del secondo binario è riparata da una piccola pensilina in legno e metallo, ove sono esposti i tabelloni cartacei dell'orario. Entrambe le banchine sono dotate di panchine e di alcuni monitor atti a visualizzare gli orari dei treni.
Le due banchine sono collegati da un attraversamento pedonale a raso dei binari, protetto da sbarra e semaforo (atti ad impedire l'attraversamento mentre sopraggiunge un convoglio), posto all'estremità orientale delle due banchine.
Il patrimonio edilizio è completato da un magazzino merci ligneo, non utilizzato.

## Caratteristiche
Il sedime consta di due binari: sul primo fermano i treni diretti Merano mentre sul secondo fermano i treni per Malles.
Essendo la linea ferroviaria a binario unico, a Spondigna i treni per Malles devono dare precedenza al convoglio proveniente nel medesimo orario in senso opposto.

## Servizi
La stazione dispone dei seguenti servizi:
- Biglietteria self-service
- Fermata autobus
- Sala di attesa
- Servizi igienici
- Parcheggio di scambio

## Movimento
Nella stazione fermano tutti i treni regionali e RegioExpress esercitati da SAD da e per Bolzano/Merano e Malles Venosta.